# Эль-Лузе, Рида
Рида Эль-Лузе (араб. رضا اللوز‎; род. 27 апреля 1953, Сфакс) — тунисский футболист, играл на позиции защитника. Участник чемпионата мира 1978 года.

## Биография

### Игровая карьера
В течение 13 сезонов Эль-Лузе играл за «Сфакс Рэйлуейс», в составе которого не выигрывал никаких титулов.
В составе сборной Туниса принимал участие на чемпионате мира 1978 года, но на турнире был запасным и на поле не вышел. Всего за сборную Туниса сыграл 23 матча, в которых не отметился забитыми мячами.